# Half Moon Shoal
Half Moon Shoal, kineiska Banyue Jiao, är en ö bland Spratlyöarna i Sydkinesiska havet. Filippinerna betraktar den som sitt territorium, något som inte erkänns av grannländer som Kina, Vietnam och Taiwan.